# Försörjningsplikt
Försörjningsplikt är föräldrars eller vårdnadshavares ansvar för sina barns försörjning och den regleras främst i Föräldrabalken 7 kap.
I Sverige gäller försörjningsplikten till dess att barnet fyller arton år. Om barnet studerar på gymnasienivå eller motsvarande kvarstår försörjningsplikten upp till 21-årsdagen. 
Vårdnadshavaren har rätt och skyldighet att bestämma i frågor som rör barnets personliga angelägenheter[källa behövs] men skall i takt med barnets stigande ålder och utveckling ta allt större hänsyn till barnets synpunkter och önskemål. Försörjningsplikt råder även mellan gifta makar (giftorätten). När en av makarna saknar försörjning är den andre maken skyldig att försörja den andre.